# Red River (manga)
Sora wa Akai Kawa no Hotori (天は赤い河のほとり?  lit. El Cielo está sobre el Mar Rojo), también conocido como Anatolia Story, es un manga de género histórico fantasía shōjo de Chie Shinohara. Es publicado en Japón por Shōgakukan en laSho-Comi y tiene 28 tomos. En Estados Unidos es publicado por Viz Media. En el 2001, ganó el premio por Mejor manga Shojo en los Premios de Manga Shōgakukan
Es la historia sobre una chica japonesa de 15 años, llamada Yuuri Suzuki, quien mágicamente es transportada hasta Hattusa, la capital del antiguo Imperio Hitita en Anatolia. Quien la llevó hasta ahí fue la Reina Nakia, quien desea usarla como sacrificio, porque la sangre de Yuuri es la clave para hacer una hechizo para que los Príncipes del Imperio Hitita mueran, y así su hijo pueda heredar el trono. Conforme la historia transcurre Yuuri es considerada como la reencarnación de la Diosa Ishtar y se enamora del Príncipe Kail. Las ventas del manga llegaron a 16 millones de ejemplares.

## Personajes

### Principales
Yuuri Suzuki (鈴木夕梨 Suzuki Yūri?)
El personaje principal de la historia. Comienza la trama con sólo 15 años. Yuuri es una chica que se entrega a cualquier buena causa, además muchas veces se encuentra en situaciones que hacen que "pruebe" que es Ishtar (la diosa del amor y la guerra), ya que ella viene del "futuro" conoce de cosas aún no descubiertas, como el hierro, y algunas prácticas médicas. A pesar de ser considerada una gran diosa, ella es modesta y "marimacha", prefiere vestir ropa de hombre, porque es mucho más cómoda y simple de usar. Muchos opinan que no es "especialmente hermosa" y que posee "poco encanto femenino", pero tienen un encanto natural y lealtad hacia los demás (amigos o enemigos). Durante su estadía en Hattusa aprende el arte de la arquería y lucha, así puede ayudar al Príncipe Kail y sobrevivir. Conforme transcurre la historia se enamora del Príncipe Kail, y por eso tiene un dilema entre regresar a su hogar o quedarse con el Príncipe.
Kail es quien el da su primer beso, nada espectacular, pero poco a poco le va tomando confianza, busca ayudarlo a derrocar a Nakia y sin darse cuenta se va enamorando de él.
Desde el inicio es considerada como al concubina de Kail, aunque tarda 2 años es serlo de hecho, aceptando su amor mutuo.
Para poder ser su esposa es puesta a prueba tomando el cargo de comandante en jefe de las fuerzas armadas.
Es una chica de cabello negro, piel color marfil y tan suave como la piel de un bebé. No es de gran estatura pero es atlética y muy resistente.
Kail Mursili
Es el tercer príncipe del Imperio Hitita, hijo del Rey Suppililiuma y la Primera Tavannana, la Reina Hinti. Al principio de la historia conoce a Yuuri mientras que ella está huyendo de los soldados de la Reina Nakia, y le da el don de entender y hablar el lenguaje del Imperio. Rescata a Yuuri de ser sacrificada, diciendo que él la ha tomado y ya no es virgen. Le promete a Yuuri que le ayudará regresar a casa, mientras lucha con sus deseos de no dejarla ir. Él proclama a Yuuri como su concubina y la reencernación de Ishtar.
Kail es un hombre leal, y debido a la Reina Nakia (quien es una persona ambiciosa), desea encontrar a una mujer a quien pueda amar incondicionalmente y que tenga las cualidades de una verdadera reina. Es un poderoso sacerdote que controla el viento y el aire.
Al inicio vemos que tiene fama de atraer a las mujeres y de que tuvo muchas amantes, lo curioso es que cuando conoce a Yuri no tiene a ninguna, y por Yuri rechaza a las sus antiguos amores.
Sus hombres lo reconocen como el mejor prospeco para convertirse en rey, cosa que Nakia también sabe y teme.
Es un gran combatiente, es justo, se preocupa por su familia (excepto Nakia), buen arquero y espadachín, se arriesga muchas veces por Yuri; llega a ser celoso y no tarda en darse cuenta de que no quiere que Yuri regrese a su mundo.
Es un hombre bello, de 22 años, alto de cabello rubio y largo. Atlético de espalda ancha pero de figura delgada.

### Enemigos
Reina Nakia
La segunda y actual Tavannana del Imperio Hitita. Es una princesa de Babilonia, quien fue enviada con Supililiuma a cambio de monedas,  a la edad de 15 años. Desesperada por los celos hacia la Reina Hinti, pide a Urhi que escape con ella, pero él le dice que no puede darle la vida que desea. Tiene la obsesión de llevar a su hijo Juda al trono, que es el menor de los príncipes. Es una gran sacerdotisa, que puede controlar el agua y gracias a ella controla mentalmente a quien bebe sus hechizos.
Es hermosa por fuera, pero por dentro es una bruja, no le importa a quien mate o utilice con tal de que Juda sea el único heredero al trono.
Urhi Shalma
El sirviente personal de Nakia, es una sacerdote castrado. Toma ventaja de su apariencia y posición para realizar los planes de la Reina Nakia en contra de Yuuri y el Príncipe Kail.
Conoce a Nakie desde que eran jóvenes y siempre la ha amado.
Es alto, bello, de largo cabello, muy astuto.
Príncipe Mattiwaza (El Príncipe Negro)
El príncipe heredero del Reino Mitanni, hijo de Tushratta y el hermano menor de Nefertiti. Laza una campaña en contra de los hititas y secuestra a Yuuri. Pero cuando su reino está prácticamente "destruido", libera a Yuuri, deja al trono y huye con su concubina Nadia (hermana de la Reina Nakia). Es una persona fría que mata sin importar qué.
Ya después regresa como una mejor persona, recuperando su poder y convirtiéndose en aliado de los hititas.
Es un hombre de gran estatura, de cabello negro y una cicatriz en el rostro cuando intentó evitar que su hermana partiera a Egipto, ella le dio como recuerdo uno de sus aretes, el cual él se lo regaló a Yuri.
Nefertiti (Tatukia or Tadukhipa)
Una famosa reina de Egipto, hermana de Mattiwaza, y su amor era más que de hermanos. Ella fue vendida a los egipcios por su padre, y se casó con Amenhotep IV (Akenatón). Ella trabaja por sus propias ambiciones y su propio bienestar, y no le importa los problemas de la nación.
Para cuando Yuri la conoce es la Reina Madre y no tiene la misma belleza que antes, aunque sigue siendo astuta.
Zuwa
El líder de las fuerzas de la tribu Kaska, quien trabaja para la Reina Nakia. Un hombre muy alto y sádico ya que le gusta coleccionar la piel de sus víctimas. Después de matar a Tito, conoce su final a manos de Yuri, ya que ella sorprensivamente utiliza una espada de hierro.

### Realeza
Rey Suppililiuma
El emperador de los hititas, es un hombre muy "viejo". Ha tenido varias peleas con el Reino Mitanni y los egipcios. Muere por la fiebre de siete días. Yuri una vez logra salvarlo de un veneno de Nakia, pero de la fiebre nadie lo salva.
Reina Hinti
La segunda esposa del Rey Suppiluliuma y la madre de Kail. Una mujer gentil y amada por el pueblo y sus hijos, ya que toma a Zannanza bajo su cuidado. Siendo todavía Kail joven es asesinada por Nakia. Su tumba sólo es visitada por Kail y el rey.
Sari Arnuwanda
El Príncipe Heredero, el hijo mayor del Rey Suppiluliuma y de la primera esposa del Rey. Para cumplir con sus deberes se apoya en Kail y Zannanza, ya que no se siente lo suficientemente capaz de gobernar. No tarda en morir bajo las conspiraciones de Nakia.
Zannanza Hattusili
El cuarto hijo del Rey Suppululiuma, y es el intendente de la ciudad de Kadesh. Considera al Príncipe Kail como su hermano mayor, y se crio con él y la Reina Hinti. También se enamora de Yuuri, aunque no lo dice, por su lealtad hacia el Príncipe Kail. Es enviado a Egipto para casarse con Ankesenamón aunque es asesinado bajo órdenes de la reina Nakia justo antes de llegar a la frontera egipcia.
Juda Haspasrupi
El sexto hijo del Rey Suppiluliuma y la actual Tavannana, a pesar de que su madre sea una mala mujer, él es un chico honesto, quien no entiende porque su madre odia a sus hermanos, especialmente Kail. Tiene intereses hacia la astronomía, y desea que el Príncipe Kail se convierta en Rey, y piensa en Yuuri como su hermana mayor. Hace todo lo que está a su alcance por ayudar a Kail.
Rois Telipinu
El segundo hijo del Rey Suppililiuma y una concubina, es el intendente de la ciudad de Haleb.
Mali Piyasili
El quinto hijo del Rey Suppoliliuma y el intendente de Karkemish. Murió a manos de Ramsés.
Nepis Ilra
La hermana mayor de Kail y una sacerdotisa. Ella es ciega de nacimiento.

### Sirvientes
Tito
El primer amigo de Yuuri cuando llega a Anatolia, aunque ella lo confunde con una de sus hermanas por su gran aparecido. Es sirviente en el palacio, y es el único hijo de Talos, cabeza del clan Hatti. Es asesinado por Zuwa y vengado por yuri.
Un chico valiente que arriesga su vida por Yuri.
Hadi
La hermana mayor de Tito, es inteligente y una luchadora. Intentan matar a Yuri porque la culpan de la muerte de Tito, pero después se da cuenta de que no es así, y comienza a trabajar como sirvienta de Yuuri. Admira a Yuuri, a veces la trata y protege como su hermana y reconoce su gran potencial como mujer.
Ryui y Shala
Hermanas gemelas de Hadi y TIto, ambas son leales y capaces. También intentaron matar a Yuuri, y también se convierten en sirvientas de Yuuri. Conspiran con Hadi y Kikkuri para acercar al Príncipe Kail y Yuuri más. Ambas tienen una relación con Kikkuri sin que él se de cuenta.
Son gemelas idénticas, astutas que siempre ven por el bienestar de Yuri.
Kikkuri
Sirviente del príncipe Kail, que lo acompaña a donde sea. Es calmado y tímido, muy útil en las batallas como luchador y médico.
Ilbani
El estratega del Príncipe Kail, y su hermanastro. Aunque es muy serio y formal, Ilbani desea que el Príncipe Kail encuentre la esposa indicada. Conforme pasa el tiempo se da cuenta de que Yuuri es la indicada. Es muy leal a Yuuri y el Príncipe Kail.
Úrsula
Al principio fue usada por la Reina Nakia, y se hacía pasar por Ishtar, aun así es perdonada y Yuuri decide que trabaje para ella como su sirvienta. Su gran sueño es que Yuuri y el Príncipe Kail estén juntos y que gobiernen la nación. Hay un momento en que decide entregarse para ayudar a Kail y Yuri, después es sentenciada a la horca.

### Líderes militares y generales Hititas
Rusafa
Líder de los arqueros del ejército Hitita, leal a Yuri y Kail.  De espíritu libre y fácil de llevar. Guarda un amor secreto por Yuri, situación que luego es aprovechada por la reina Nakia. En esa ocasión cae bajo el control del "agua negra" y termina secuestrando a Yuri, acción que le cuesta su posición como jefe de arquería del ejército Hitita. A pesar de ello, el príncipe Kail sabía que estaba siendo controlado por la reina, por eso luego es perdonado y nombrado con el cargo de suplente del comandante en jefe. En los capítulos finales es asesinado por la reina viuda Nakia
Kash

### Egipcios
User Ramsés
Un oficial militar de una familia noble de bajo rango. Es distinguido por sus ojos de diferente color (el de la izquierda es marrón y el otro es dorado), y tiene cabello macho. Él conoce a Yuuri en el desierto después del ataque a la caravana de Zannanza. Él quiere convertirse en el Próximo Faraón Egipcio, y para eso necesita una esposa de su nivel y cree que Yuuri es una mujer "merecedora de un rey".luego secuestra a yuuri cuando ella trataba de escapar
Hathor Nefert
Una de las hermanas menores de Ramses, tiene un espíritu libre y una personalidad coqueta. Nefert ve a Yuuri como su hermana menor, y también le interesa Rusafa. Es macha, pero lleva una peluca negra para parecer más nativa.
Ankesenamón
La hija de Nefertiti y la esposa de Tutankamón. Cuando él muere, escribe una carta desesperada al rey hitita para que le enviase un hijo para que se convirtiera en su esposo y el elegido es Zannanza pero después que este es asesinado por orden de la reina Nakia, Ankesenamón se ve obligada a casarse con Ay.
Horemheb
El faraón que gobierna Egipto cuando Yuuri llega. Es manipulado por Nefertiti.
Ay
Un oficial de alto nivel, pero incompetente, Ramses lo ve como la personificación de la corrupción.  Su nombre signigica "Luna."

### Animales
Aslan
Es el caballo negro de guerra de Yuuri, sólo Yuuri lo puede controlar. En la mitología Hitita se dice que Ishtar maneja un león, y Aslan es comparado con el león constantemente.
Shimshek
El halcón de Yuuri.

### Personajes de la Época de Yuuri
Familia de Yuuri
En Japón, Yuuri tiene una madre, un padre, y dos hermanas Eimi (詠美?) (la menor) y Marie (鞠絵?) (la mayor).
Satoshi Himuro
Satoshi Himuro (氷室 聡 'Himuro Satoshi'?) es un compañero de clase de Yuuri. Comienza a salir con Yuuri, y se dan su primer beso. Mientras están en una cita Yuuri desaparece, porque es llevada a Anatolia. Al principio Yuuri lo extraña, pero luego va dejando esos recuerdos atrás.
En una pequeña historia incluida en el fan-book, se revela que Himuro se convierte en un profesor de la historia Hitita, y que está casado con la hermana menor de Yuuri, Eimi. Sus alumnos encuentran tablas donde está grabada la historia de Mursili II y su Tavannana Ishtar, así se cierra la historia completamente.

### Otros
Talos
El cabeza de la familia Hatti, mentuvo el secreto del acero, y es padre de Hadi, Ryui, Shala y Tito. Es uno de los primeros en ver el potencial de Yuuri y la apoya durante toda la historia.
Nadia
La concubina del Príncipe Mattiwaza, y la hermana menor de la Reina Nakia, planea que el Príncipe Mattiwaza mate a Yuuri, pero al final de cuentas no lo hace, y huye con Mattiwaza a Babilonia donde comenzarán una nueva vida juntos.
Güzel
La hija del gobernado del senado Hitita, quien clama que su niño es hijo del Príncipe Kail, pero al final se descubre que estaba bajo el control de la Reina Nakia.
Alexandra
La primera princesa de Arzawa (un país al oeste de los Hititas, y que queda en las costas del Mar Egeo), Alexandra es enviada por su madre para ser ofrecida como concubina de Ishtar (porque cree que Ishtar es un hombre), tiene 13 años, y se convierte en aliada de los Hititas, además adora a Yuuri y se "enamora" del Príncipe Juda.

## Media

### Manga
Esta serie fue publicada en Japón por Shōgakukan en la revista Shōjo Comic del año 1995 al 2002, y cuenta con 28 tomos8, los cuales luego se republicaron en 16 bunkobon. Es Norteamérica es publicada por Viz Media, en Vietnam por Tre Publishing House, En Alemania por Egmont Manga & Anime, y en Italia por Star Comics a su vez fue traducida en sus 28 tomos al español por Tori translations.

### CD Drama
La historia ha sido adaptada en 8 CD Drama lanzanda en dos "Temporadas" entre los años 1997 y el 2003.

### Libros
El 24 de febrero de 1999 fue lanzado un "Art-book" y "Fan-book".
Y se ha lanzando dos novelas basadas en el manga con ilustraciones de Shinohara:
- El tomo 1 fue publicado el 24 de mayo de 2007 (ISBN 978-4-09-452006-4)
- El tomo 2 fue publicado el 31 de agosto de 2007 (ISBN 978-4-09-452020-0)